# Yury Vladimirovich Dolgoruky
Vương công Yuri I Dolgoruky (tiếng Nga: Юрий Долгорукий, "Yury Tràng Thủ"), cũng được biết đến như George I của Rus', (khoảng 1099–15 tháng 5 năm 1157) là người sáng lập Moskva và là nhân vật chủ chốt trong việc chuyển giao quyền lực chính trị từ Kiev sang Vladimir-Suzdal sau khi anh trai ông là Mstislav Vĩ đại qua đời. Ông là Đại Vương công (Velikiy Kniaz) xứ Kiev lần thứ nhất từ tháng 9 năm 1149 đến tháng 4 năm 1151, và lần thứ hai từ tháng 3 năm 1155 đến tháng 5 năm 1157.

## Những hoạt động ở Rostov và Suzdal
Yuri là con thứ sáu của Vladimir Monomakh. Dù thời điểm ông sinh không được biết ra, một số quyển sử biên niên thời đó ghi nhận rằng anh trai Yuri là Viacheslav đã nói với ông: "Anh lớn tuổi hơn em nhiều; lúc em sinh ra thì anh đã có râu rồi." Do Viacheslav sinh năm 1083, có thể Yuri đã sinh vào khoảng năm 1099/1100.
Năm 1108, Yuri được cha cử làm người cầm quyền ở tỉnh rộng lớn Rostov-Suzdal ở miền đông bắc Kievan Rus'. Ông và các boyar xứ Rostov có bất hòa, và ông đã dời đô từ thành phố đó về Suzdal năm 1125. Tại đây, Yuri đã thành lập nhiều thành trì. Ông thiết lập các thị trấn ở Ksniatin năm 1134, Pereslavl-Zalesski và Yuriev-Polski năm 1152, và Dmitrov năm 1154. Công cuộc thiết lập Tver, Kostroma, và Vologda cũng được nhiều người quy cho Yuri.
Năm 1147, Yuri Dolgoruki gặp gỡ Sviatoslav Olgovich ở vùng đất được gọi là Moskva. Năm 1156, ông xây thành Moskva kiên cố, với những bức tường bằng gỗ và hào bao quanh thành. Dù dân định cư có thể đã sống ở Moskva từ trước đó, Dolgoruki thường được gọi là "Người sáng lập ra Moskva".
Năm 1155, ông chiếm được xứ Kiev và lên làm Đại Vương công của xứ này. Hai năm sau, ông qua đời năm 1157, và được mai táng tại đất của Thánh đường Kievo - Pecherskaija.